# Pomnik Fryderyka Chopina w Szanghaju
Pomnik Chopina w Szanghaju – najwyższy na świecie pomnik Fryderyka Chopina, odsłonięty 3 marca 2007 r. w parku im. dr. Sun Jat-sena w Szanghaju. Monument mierzy 6 m, a wraz z cokołem – 7 metrów, dzięki czemu jest nieznacznie wyższy niż Pomnik Chopina w Łazienkach. Autorką projektu jest Lu Pin, pochodząca z Szanghaju absolwentka Akademii Sztuk Pięknych w Warszawie. Jest to dopiero drugi w Szanghaju monument poświęcony cudzoziemcowi. Pierwsze było odsłonięte w latach 30. niewielkie popiersie Aleksandra Puszkina.

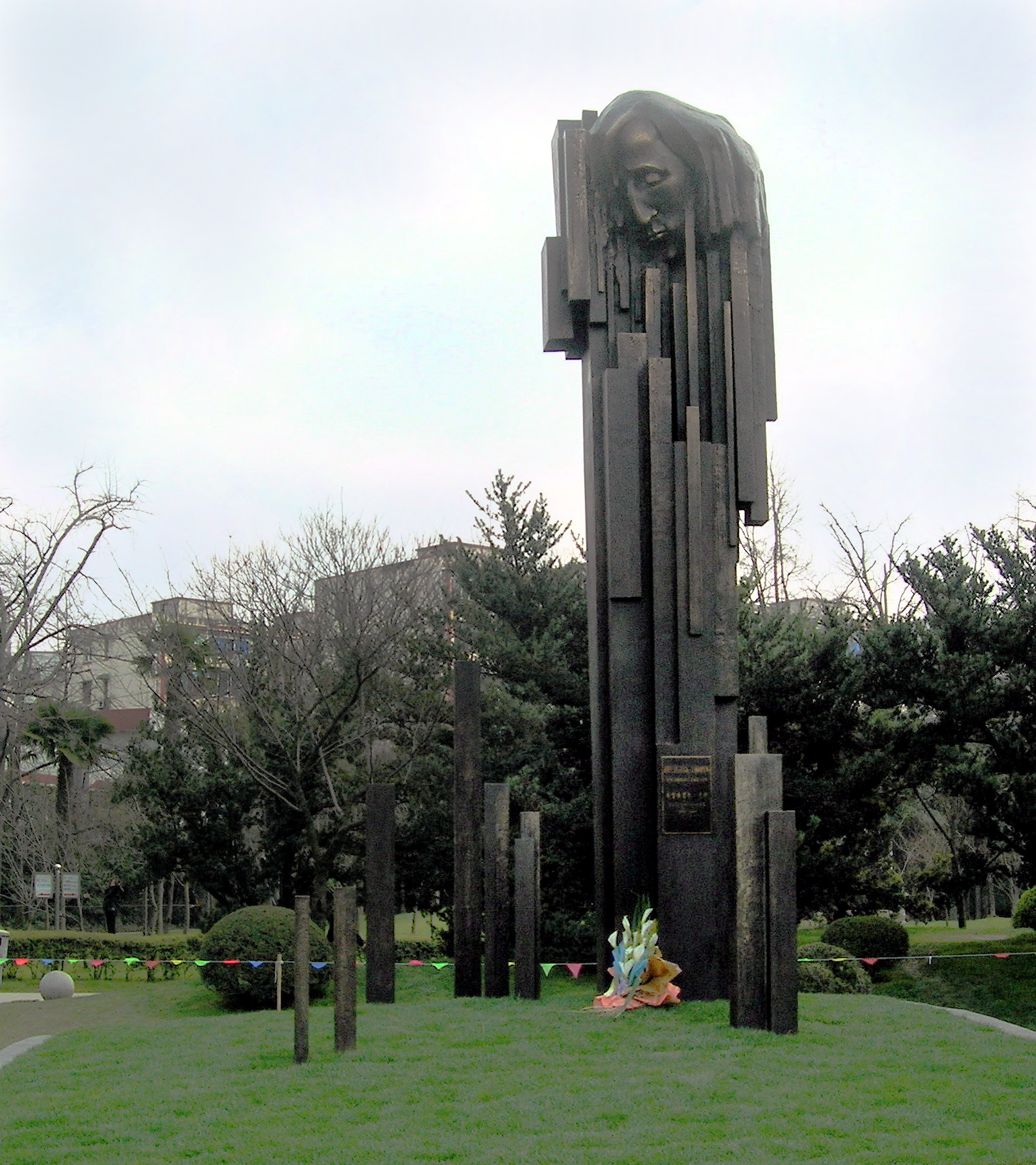
Pomnik od frontu

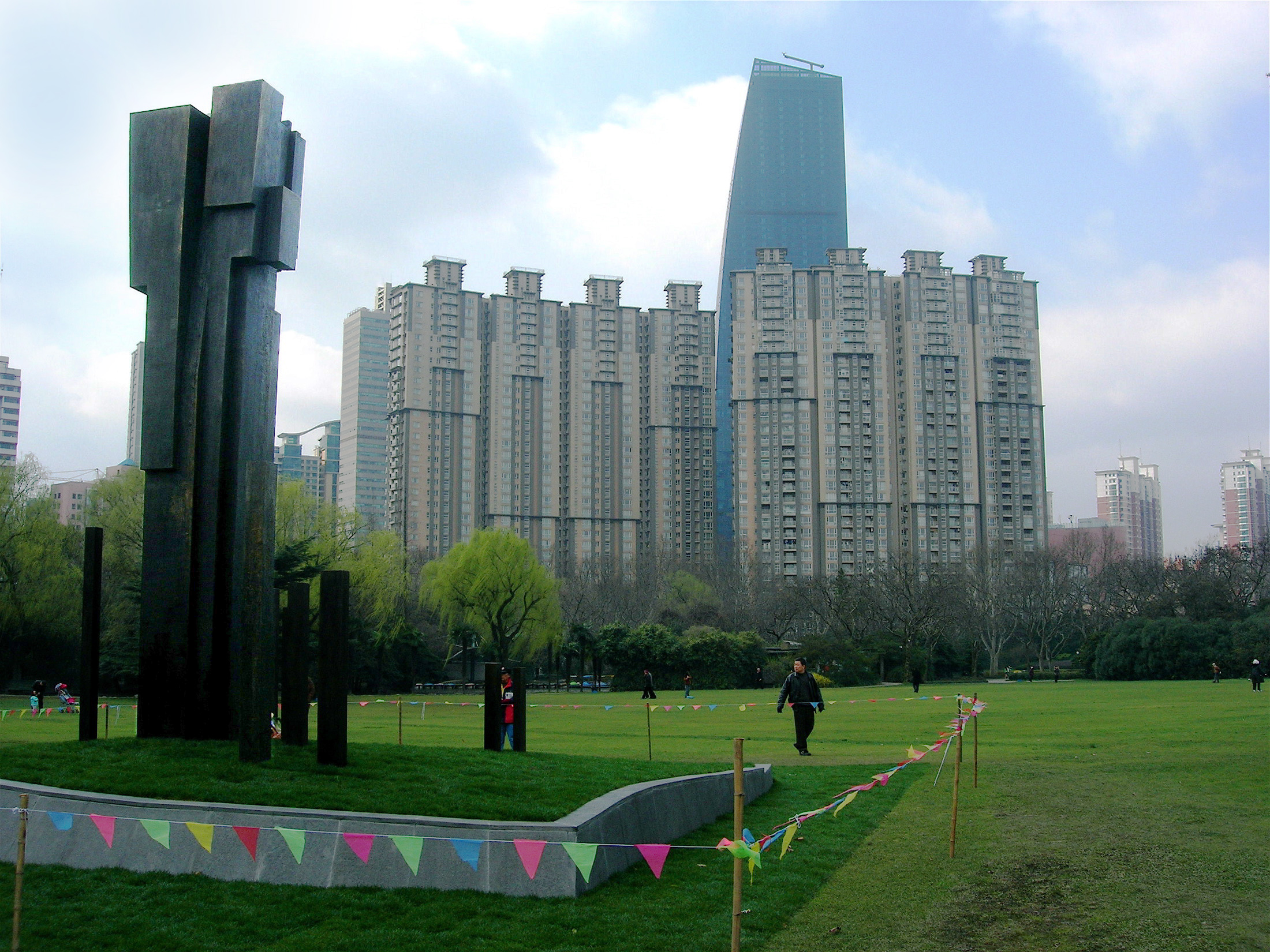
Widok na park przed pomnikiem

Pomysłodawcami pomnika byli Yu Jian’er, chiński przedsiębiorca z polskim obywatelstwem oraz Marek Niewiarowski, sekretarz generalny Międzynarodowej Federacji im. Fryderyka Chopina w Warszawie.

## Wykonanie
Pomnik został odlany z brązu. Miedź dostarczył KGHM Polska Miedź, a wytop wykonano w zakładach w Gliwicach. Do Chin dostarczyła go firma Chipolbrok.

## Odsłonięcie
W ceremonii otwarcia wzięli udział wiceminister kultury Krzysztof Olendzki oraz wicemarszałek Sejmu Wojciech Olejniczak. W jej trakcie wystąpiło 70 uczniów jednej z szanghajskich szkół pianistycznych, którzy na 70 instrumentach jednocześnie odegrali poloneza As-dur. Przed koncertem po ceremonii Lu Pin otrzymała od rządu polskiego medal Brązowy Medal „Zasłużony Kulturze Gloria Artis”.